# AAdvantage

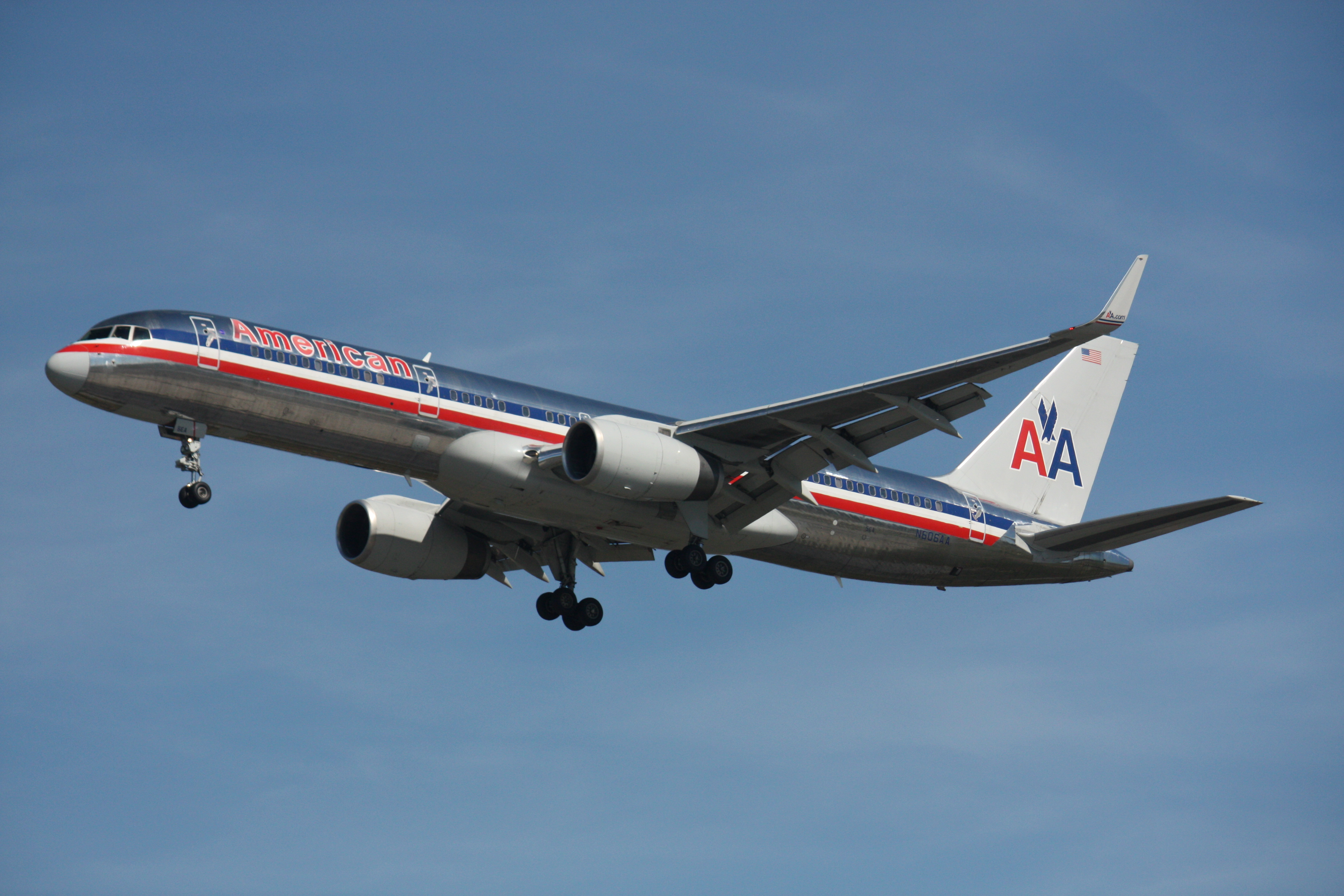
Boeing 757-200 der American Airlines

AAdvantage ist das Vielfliegerprogramm der US-amerikanischen Fluggesellschaft American Airlines und dessen Fusionsfluglinie US Airways. Es wurde am 1. Mai 1981 gestartet und ist somit das älteste noch existierende Vielfliegerprogramm der Welt und das zweite seiner Art. Das erste derartige Kundenbindungsprogramm wurde bereits 1979 von Texas International Airlines ins Leben gerufen. Mit 67 Millionen Mitgliedern (Stand Oktober 2011) zählt AAdvantage zu den größten Vielfliegerprogrammen der Welt.

## Geschichte
Die Gründung des Programms resultierte aus dem Airline Deregulation Act der USA von 1978 und dem damit gestiegenen Wettbewerbsdruck. Um treue Kunden zu belohnen und zu binden, wurden zunächst für diese eine Ermäßigung für Flugtickets eingeführt und kostenlose Upgrades erweitert. Hierzu wurden die Flugbuchungen des Reservierungssystems Sabre nach wiederkehrenden Telefonnummern untersucht, um die 130.000 aktivsten Vielflieger zu ermitteln und automatisch in das Programm einzuschreiben. Weiterhin wurden 60.000 Mitglieder des AA's Admirals Club angemeldet.
Der Name AAdvantage wurde in Anlehnung an die Corporate identity gewählt, das Logo von Massimo Vignelli designed.
Weniger als eine Woche später wurde durch den Mitbewerber United Airlines das Vielfliegerprogramm MileagePlus gestartet, weitere Fluggesellschaften folgten in den kommenden Wochen und Monaten.
Als erstes Programm kooperierte AAdvantages 1982 mit einer internationalen Fluggesellschaft, und auf Flügen nach Europa mit British Airways konnten nun auch Meilen gesammelt werden.

## Vielfliegerstatus
Die Rechnungseinheit des Programms sind „Meilen“. Mitglieder, die sich kostenlos angemeldet haben, können diese auf Flügen mit American Airlines und deren Partnern der Oneworld Alliance sammeln sowie durch verschiedenen Hotels, Autovermietungen und Reiseveranstaltern gutgeschrieben bekommen. Meilen können gegen Freiflüge, Upgrades und verschiedene Sachprämien eingelöst werden. Sie führen auch zu verschiedenen Statusleveln. AAdvantage kennt vier verschiedene Kategorien für Vielflieger:
- Vorläufige Mitglieder bekommen bei der Anmeldung im Internet eine „AAdvantage“-Papierkarte zum Ausdrucken.
- Gold-Status, ab 25'000 Statusmeilen oder 25'000 Statuspunkten oder 30 geflogenen Flugsegmenten. Vorteile beinhalten unter anderem einen 25 %-Meilenbonus, ein zweites Gratisgepäck, Check-in am Business-Class Schalter und das Sammeln von Upgrade-Punkten. Pro 10'000 geflogenen Meilen erhält man 4 Punkte, wobei 1 Punkt später ein Upgrade für eine Strecke von maximal 500 Meilen ermöglicht.
- Platinum Status, ab 50'000 Statusmeilen oder 50'000 Statuspunkten oder 60 geflogenen Flugsegmenten. Vorteile beinhalten neben denen des Gold-Status einen 100 %-Meilenbonus und bei internationalen Flügen Zugang zur Admirals Club Lounge oder zu einer Business-Class Lounge einer anderen oneworld-Fluggesellschaft.
- Executive Platinum, ab 100'000 Statusmeilen oder 100'000 Statuspunkten oder 100 geflogenen Flugsegmenten. Mitglieder dieser Kategorie können innerhalb Nordamerikas und der Karibik automatisch und gratis in der Business-Class fliegen, sofern es verfügbare Plätze gibt. Zudem erhalten sie beim Erreichen dieses Status 8 eVIP Upgrade-Gutscheine, welche auf interkontinentalen Strecken eingesetzt werden können (1 eVIP gilt für maximal 3 Flugsegmente in der nächsthöheren Sitzkategorie). Dafür entfällt das Sammeln von Upgrade-Punkten. Das Check-in erfolgt beim First-Class Schalter. Mitglieder erhalten Zutritt zu den First-Class Lounges auf internationalen Reisen mit oneworld-Airlines.

Seit Ende 2011 existiert ein erneuertes Million-Miler-Program. Alle auf AA oder auf oneworld-Airlines gesammelten Statusmeilen werden zu den bis Ende November 2011 gesammelten Meilen addiert. Mitglieder, die 1'000'000 Meilen auf Flügen mit American Airlines gesammelt haben, erhalten den lebenslangen Gold-Status. Für 2'000'000 Meilen gibt es den lebenslangen Platinum Status.

## Kooperationen
Neben der Kooperation innerhalb der Oneworld Allianz und den Regionalfluggesellschaften American Connection und American Eagle können Meilen auch auf Codeshare-Flügen mit den folgenden Airlines gesammelt werden.
Fluggesellschaften
- Air Pacific
- Air Tahiti Nui
- Alaska Airlines
- Cape Air Airlines
- El Al
- Etihad Airways
- Gulf Air
- Hainan Airlines
- Hawaiian Airlines
- Horizon Air
- Jetstar Airways
- OpenSkies
- WestJet